# Politisk indhold
Politisk indhold kan være mange ting, Det kan fx være sange eller digte som fremhæver et politisk tema. eller det kan også være en artikel eller en raport, hvis indhold drejer sig om et eller flere politiske temaer. 
Mange kunstnere bruger også kunsten til at udtrykke politiske meninger, så selv malere og eller billedhuggere kan give deres kunst politisk indhold.
Især mange sangere anvender politisk indhold i deres tekster og musikken bliver politisk musik. 
Der laves ofte film med et politiske tema, på den måde når kunstnerne mange mennesker.